# 재브라이을 해새노프
재브라이을 일함 오글루 해새노프(아제르바이잔어: Cəbrayıl İlham oğlu Həsənov, 1990년 2월 24일~)는 아제르바이잔의 전직 레슬링 선수이다. 2016년 하계 올림픽에서 남자 자유형 웰터급 동메달을 획득했으며 세계 레슬링 선수권 대회에서 은메달 2개, 동메달 2개를 획득했다. 